# Löwenström
Löwenström är det namn ätten Anckarström med kungligt tillstånd antog den 5 juni 1792 efter Jacob Johan Anckarströms mord på Gustav III, då innehav av det ursprungliga namnet förbjöds. Namnet var en sammansättning av Jacob Johan Anckarströms hustru Gustaviana Elisabet Löwens efternamn och efterledet i det ursprungliga namnet. Ätten dog ut på manssidan 1863.
En bror till Anckarström, ryttmästare Gustaf Adolf Löwenström (1764-1813) donerade 1811 det av honom uppförda så kallade Löwenströmska lasarettet som en botgärd å släktens vägnar.
En av kungamördarens döttrar, Gustava Eleonora Löwenström, född 1785 i Stockholm, död 17 april 1860 i Visby gifte sig med en fångpredikant i Visby, Olof Bolander.